# Belagerung von Metz
Weißenburg – Spichern – Wörth – Colombey – Straßburg – Toul – Mars-la-Tour – Gravelotte – Metz – Beaumont – Noisseville – Sedan – Sceaux – Chevilly – Bellevue – Artenay – Châtillon – Châteaudun – Le Bourget – Coulmiers – Amiens – Beaune-la-Rolande – Villepion – Loigny und Poupry – Orléans – Villiers – Beaugency – Nuits – Hallue – Bapaume – Villersexel – Le Mans – Lisaine – Saint-Quentin – Buzenval – Paris – Belfort
Die Belagerung von Metz während des Deutsch-Französischen Krieges dauerte vom 20. August bis zum 27. Oktober 1870 und endete mit der Kapitulation der eingeschlossenen französischen Armee.

## Vorgeschichte

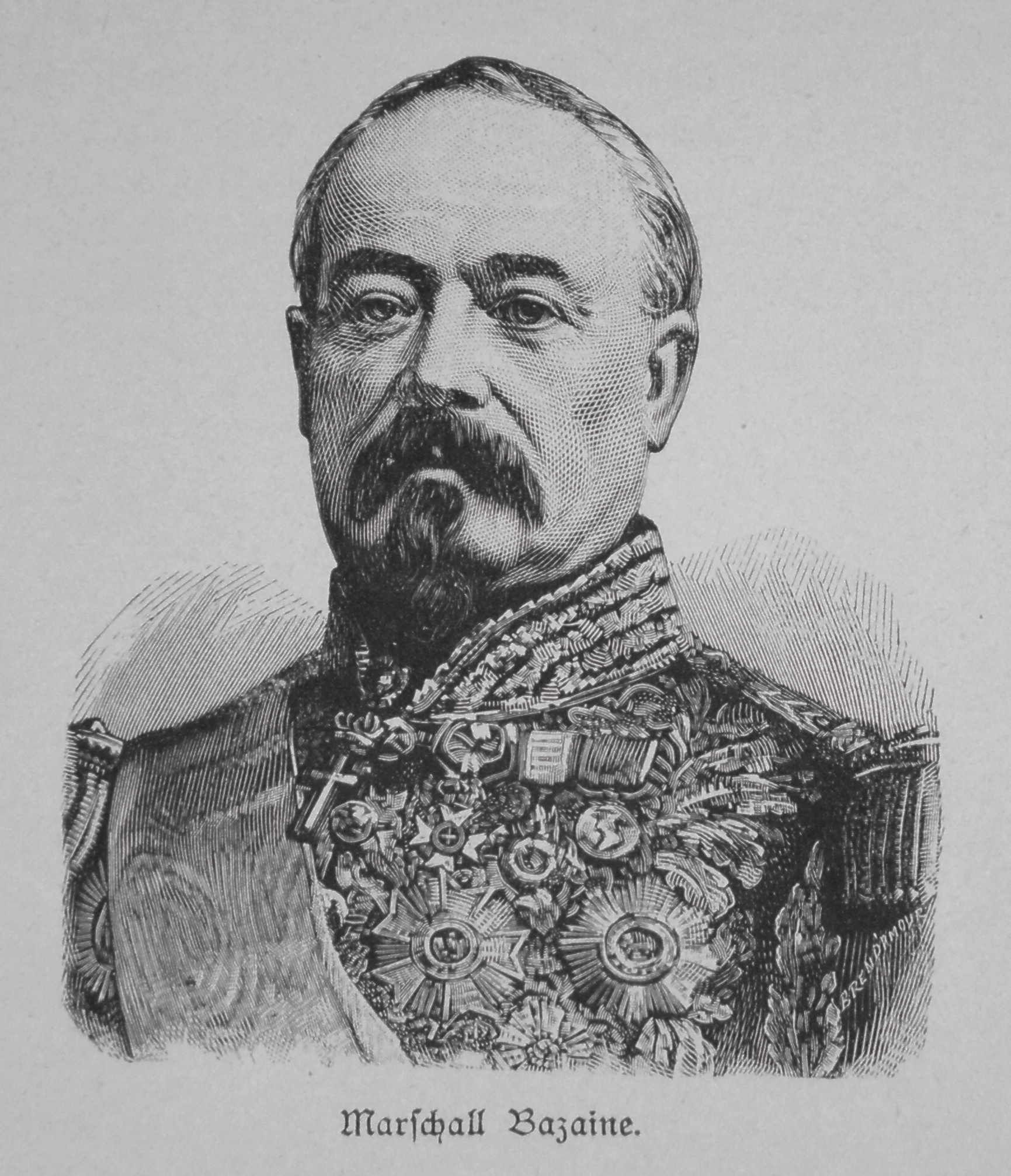
Marschall Bazaine

Nach der Niederlage in der Schlacht bei Gravelotte zog Marschall Bazaine die französische Rheinarmee am 18. August hinter den Festungsgürtel von Metz zurück. Der Festungskommandant General Coffinières erklärte, die Festung ohne Verstärkungen nur noch 14 Tage halten zu können, besonders die Ostfront zwischen den Dörfern Malroy – Rupigny – Noisseville – Montoy und Colombey wurde stark befestigt. Das französische II. Korps wurde im Vorort St. Quentin untergebracht, Teile des V. Korps wurden an der Südfront bei Longeville, das III. westlich Plappeville, das IV. auf den Höhen bei Le Coupillon etabliert. Das VI. Korps rückte in die nördlichen Moselforts ein, die Garde wurde am Westufer östlich von Plappeville konzentriert. Bazaine nahm seinen Sitz unter dem Schutz der Garde in Ban St. Martin.

## MacMahons Marsch
Obwohl Marschall Bazaine kein Hilfsgesuch nach Paris sandte, wurde die Châlon-Armee unter dem Kommando von Marschall Patrice de Mac-Mahon aus der Gegend von Châlons zur Verstärkung nach Metz beordert. Am 21. August begann Mac-Mahon seinen Marsch durch Reims auf der Straße nach Rethel nordostwärts zur belgischen Grenze. Am 24. August erhielt Helmuth von Moltke die Nachricht, dass die französischen Lager bei Châlons aufgegeben worden waren. In seinem Hauptquartier in Ligny führte er eine Besprechung mit Heinrich von Blumenthal und Friedrich Wilhelm, um sich über seine Position und darüber zu informieren, ob MacMahon tatsächlich Bazaine bei Metz ablösen sollte. Moltke war immer noch davon überzeugt, dass MacMahon die Absicht hatte, Paris zu decken. Am Nachmittag wurde Moltke informiert, dass MacMahon mit einer Armee von etwa 150.000 Mann bei Reims stand.
Während die Maas-Armee nach Westen vorrücken sollte, wurde der Dritten Armee befohlen, sich leicht in Richtung Givry bzw. Changy zu bewegen. Während des gesamten 25. August stieß die deutsche Kavallerie nach Westen und Nordwesten vor, konnte MacMahon jedoch nicht ausfindig machen. Obwohl es Moltke immer noch schwer fiel zu glauben, dass MacMahon wirklich nach Nordosten in Richtung Metz marschierte, arbeitete er den Befehl aus, die drei Korps der Maasarmee zusammen mit zwei bayerischen Korps nach Damvillers zu bringen, um sich MacMahon dort entgegenzustellen, falls er wirklich den Fluss überquert hatte. Moltke gelang es schließlich, die feindlichen Kräfte von der Linie Stenay-Varennes in den engen Raum zwischen der Eisenbahnlinie Mezieres-Sedan und der Grenze von Belgien zu drängen. Infolge der anschließenden Niederlage am 30. August bei Beaumont, war MacMahon gezwungen, sich sofort um Sedan zu konzentrieren, was eine Entlastung von Bazaine in Metz unmöglich machte.

## Die Festung Metz
Die Festung befand sich auf beiden Seiten der Mosel, die im Süden die Inseln St. Symphorien und Saidey und im Norden die Insel Chambiere bildete. Der Hauptteil der Stadt lag am rechten Moselufer und war von einem Gürtel aus Befestigungsanlagen umgeben. Die Linien begannen an der Insel Sauley, wechselten vom linken auf das rechte Ufer des Flusses und setzten sich auf dieser Seite bis zur Insel Chambiere fort. Hier befanden sich zwei vorgeschobene Werke, die Lünetten Chambiere und Miollis, deren Feuer auf die beiden Flussarme gerichtet war. Zwischen den Verteidigungsanlagen von Sauley und der Lünette von Chambiere befand sich auf dem linken Moselufer das große Fort La Moselle, das aus zwei ganzen und zwei halben Bastionen bestand. Dieses Werk beherrschte die Straßen nach Thionville und Verdun sowie die Eisenbahnlinie von Thionville nach Metz.
Die zusammenhängenden Linien des Ortes wandten sich auf der Insel Chambiere nach Osten und bildeten die östliche und südliche Verteidigungslinie der Stadt, die aus elf unregelmäßigen Bastionen mit Ravelins außerhalb bestand.
Die Gräben konnten durch Schleusen alle unter Wasser gesetzt werden. Die Enceinte der Stadt war durch mehrere vorgeschobene Werke in unmittelbarer Nähe abgedeckt. Dazu gehörten im Süden die Zitadelle, die aus einem Kronenwerk mit einem Ravelin bestand, sowie die vorgeschobenen Lunetten d'Arpon und Rogniat. Diese beherrschten die Insel St. Symphorien und das Gelände im Süden mit den Eisenbahnanlagen sowie die Straße nach Nancy. Die Redoute du Pate lag östlich der Zitadelle und beherrschte das flache Gelände der Seille, das für eine ausgedehnte Überschwemmung genutzt werden konnte. Die Seille fließt zwischen dieser Schanze und dem vorgeschobenen Fort Gisors in die Stadt.
Im Nordosten der Stadt, zwischen den Straßen, die nach Saarlouis und Bouzonville führen, befand sich das Fort Bellecroix, das aus drei bastionierten Fronten mit Ravelins bestand. Die linke Halbbastion und die angrenzende Bastion flankierten auch die Insel Chambiere und das linke Moselufer in Richtung St. Eloy.
Vor diesen inneren Werken, in einer Entfernung von 4 bis 5 Kilometern von der Enceinte, entfernt, befanden sich auf den umliegenden Höhen eine Reihe von freistehenden Forts. Diese Festungen waren, obwohl zu diesem Zeitpunkt noch nicht ganz fertiggestellt, durch Telegrafenleitungen mit dem Hauptwerk und teilweise auch untereinander verbunden.

## Die Einschließung

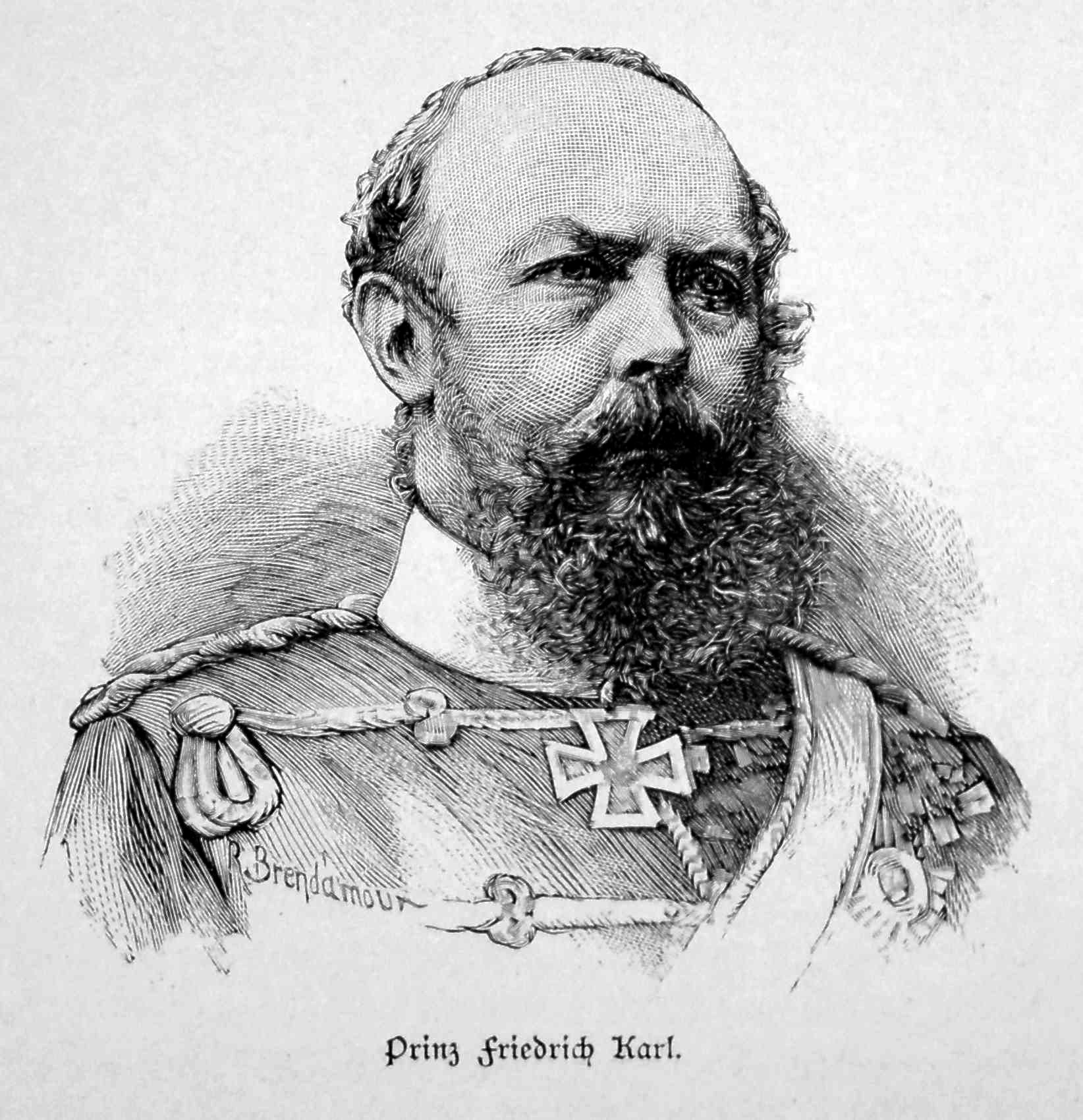
Prinz Friedrich Karl von Preußen

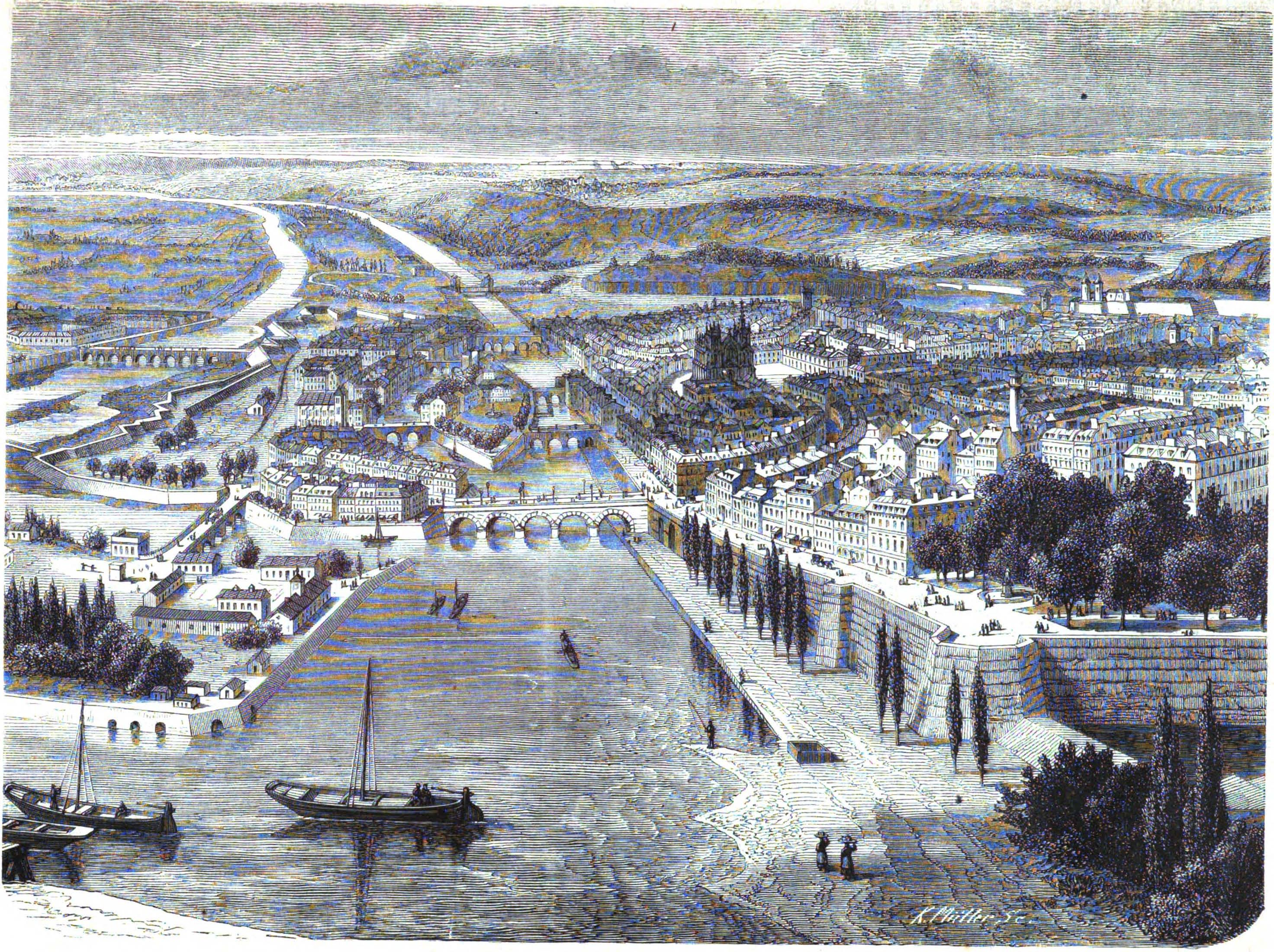
Die von der Mosel durchzogene Festung Metz

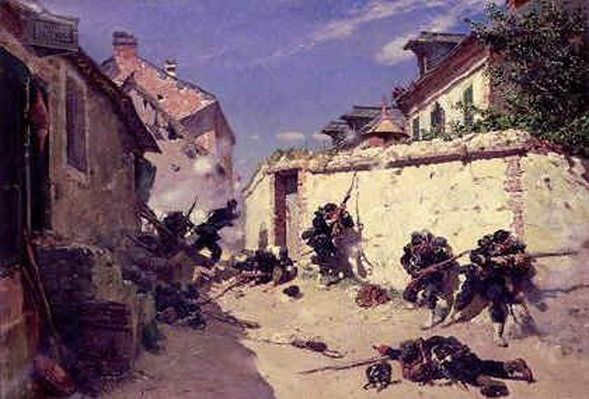
Verteidigung von Metz, von Alphonse de Neuville

Die französische Rheinarmee wurde ab 20. August von der preußischen 2. Armee unter Führung von Prinz Friedrich Karl nördlicher Abschnitt und linkes Moselufer und der 1. Armee, anfangs unter Karl Friedrich von Steinmetz, später unter Edwin von Manteuffel südlicher Abschnitt und rechtes Moselufer eingeschlossen. Die dazu nötigen Belagerungsarbeiten leitete der durch seine technische Bildung versierte Generalstabschef der 2. Armee, Generalmajor von Stiehle.
Die 1. Armee am Süd- und Ostabschnitt der Festungsfront umfasste anfangs das I., das VII. und das VIII. Armee-Korps sowie die 3. Reserve-Division unter General Rudolf Ferdinand von Kummer und die 1. und 3. Kavallerie-Division unter Generalleutnant von Hartmann bzw. von der Gröben. Die 2. Armee bestand aus dem II. III., IX. und X. Armee-Korps und 3 Kavallerie-Divisionen.

## Vergebliche Ausbruchsversuche
Bazaine ordnete am 26. August einen Ausfall an. Bazaine befahl zwei zusätzliche Brücken über die Mosel zu bauen, um die drei Korps auf das rechte Flussufer bei Fort St Julien zu bringen. Von dort sollten sie durch die schwache preußische Linie nordöstlich von Metz stoßen und sich nach Thionville begeben. Der Ausbruchsversuch scheiterte jedoch. Schlechtes Wetter verzögerte den Vormarsch, so dass es den Preußen gelang, genügend Verstärkungen heranzuziehen.
Ein zweiter Versuch folgte am 31. August. Marschall Bazaine plante, auf dem rechten Ufer der Mosel mit seiner ganzen Armee die feindliche Einschließung zu durchbrechen, die Mosel bei Thionville zu überqueren und sich mit der Entsatzarmee unter Marschall MacMahon zu vereinigen. Die Franzosen versuchten ohne Erfolg, den Belagerungsring durch den Angriff bei Noisseville zu durchbrechen. Das VI. Korps unter Canrobert hielt entlang der Mosel den nördlichen Abschnitt gegen Malroy und Rupigny. Das 4. Korps unter Ladmirault und das 3. Korps unter Leboeuf hielt die verstärkte Front am Ostufer der Mosel. Das 2. Korps unter Frossard und das Gardekorps unter Bourbaki hielt die Stellungen am Westufer der Mosel und fungierte als Reserve. Der französische Angriff auf Failly und Rupigny wurde vollständig abgewiesen, das Eingreifen der 18. Division unter General von Wrangel warf die Franzosen auch über den Bach von Chieulles zurück. Am folgenden Tag besetzten die Preußen das verlorene Noisseville wieder, die gesamte französische Armee ging unter dem Schutz der Kanonen von Metz im geordneten Rückzug in die Festung zurück.
Am 27. September, dem Tag, als die Festung Straßburg fiel, versuchte Bazaine erneut einen Ausfall. Die Truppen Friedrich Karls warfen die Franzosen bei Mercy le Haut bis Ars le Quenes mit großen Verlusten zurück, die Dörfer La Grange und Colombey wurden dabei eingeäschert.
In der Nacht vom 1. zum 2. Oktober ließ Bazaine die Truppen das Korps unter Canrobert unter Deckung von 400 Wagen von Woippy aus nordwärts in die Felder zwischen den Linien vorrücken. Der Angriff der Franzosen auf Failly und Rupigny wurde nicht nur abgewiesen, sondern von den Deutschen sogar über den Bach von Chieulles zurückgeworfen. Ein weiterer Ausfall richtete sich gegen Ladonchamps, Ste.-Agathe, St.-Remy und Bellevue. Die Deutschen (Teile des III. Armeekorps) mussten sich aus der äußersten Linie, den Orten Ladonchamps und Ste.-Agathe, zurückziehen, konnten aber die befestigte zweite Linie behaupten. Im Verlauf des Kampfes gelang es den Preußen, die Franzosen in ihre Ausgangsstellungen zurückzutreiben. Das Ziel, zwei Bauernhöfe mit großen Vorräten an Heu und Lebensmitteln, wurde nicht erreicht.
Der letzte Angriff der Rheinarmee begann am 7. Oktober 1870 in der Nähe der Ortschaften Bellevue, St.-Remy, Grandes Tapes und Petites Tapes. Ziel der Schlacht bei Bellevue war nicht mehr der Ausbruch mit der Vereinigung mit weiteren Verbänden, sondern die Beschaffung von Lebensmitteln. Der französische Hauptstoß, der von der kaiserlichen Garde unterstützt wurde, richtete sich über Woippy. Bei diesem Angriff musste die im Angriffsfeld stehende Division Kummer durch die 9. Infanterie-Brigade und andere Teile des X. Corps (General von Voigts-Rhetz) unterstützt werden. Das heftige Gefecht kostete die Deutschen 1.700, die Franzosen 1.250 Tote und Verwundete.
Bazaine sah sich durch das Ausbleiben nötiger Verstärkung und Versorgung und nach Ausbruch einer Ruhr-Epidemie, die mit 20.000 Kranken die Lazarette überfüllte, nicht mehr in der Lage, weiter durchzuhalten. Am 25. Oktober begab sich auf seine Anweisung der greise französische General Changarnier ins deutsche Hauptquartier nach Corny, um die Bedingungen der Waffenstreckung zu erfahren. Bazaine kapitulierte schließlich am 27. Oktober mit noch 150.000 waffenfähiger Mannschaft. Das deutsche Belagerungsheer zählte nach Abgaben und eigenen Verlusten am Tag der Kapitulation noch 4.050 Offiziere, 167.338 Mannschaften und 642 Geschütze.

## Folgen
Nach der Belagerung wurden 173.000 Soldaten in Gefangenschaft überführt, eine Zahl, die erst in den Kesselschlachten des Zweiten Weltkrieges übertroffen wurde. Während der Belagerung hatten die Franzosen 2140 Offiziere und 42.350 Mann an Toten und Verwundeten verloren. Die Deutschen erbeuteten 53 Regimentsadler, 102 Mitrailleusen, 541 Feldgeschütze, 800 Festungsgeschütze sowie 300.000 Gewehre. 60.000 der Gefangenen wurden mit Zügen nach Süddeutschland transportiert. Die Kapitulation markierte einen Wendepunkt im Deutsch-Französischen Krieg. In Paris und zahlreichen französischen Städten kam es zu Volkserhebungen. Die freigewordenen preußischen Armeen konnten nun gegen die französischen Truppen im Loiretal und als Verstärkung für die Belagerung von Paris eingesetzt werden.